# 전우용
전우용(全遇容, 1962년 ~ )은 대한민국의 사학자이다. 한양대학교 동아시아문제연구소 연구교수이다.

## 학력
- 서울대학교 국사학과 학사
- 서울대학교 대학원 박사

## 경력
- 서울대학교 강사
- 가톨릭대학교 강사
- 상명대학교 강사
- 서울시립대학교 부설 서울학연구소 상임연구위원회 위원
- 서울대학교병원 병원역사문화센터 교수
- 문화재청 문화재 전문위원
- 서울특별시 문화재위원
- 한양대학교 동아시아문제연구소 연구교수

## 저서
- 전우용 저. 이광익 그림. 《서울의 동쪽》. 보림. 2014년. ISBN 9788943309886
- 《우리 역사는 깊다 1》. 푸른역사. 2015년. ISBN 9791156120452
- 《우리 역사는 깊다 2》. 푸른역사. 2015년. ISBN 9791156120469